# Frank Würthner
Frank Würthner (* 27. Juni 1964 in Schwenningen am Neckar) ist ein deutscher Chemiker (Organische Chemie, Supramolekulare Chemie) und einer der Begründer der supramolekularen Materialwissenschaft. Er ist Hochschullehrer an der Julius-Maximilians-Universität Würzburg.

## Leben
Frank Würthner studierte ab 1984 Chemie an der Universität Stuttgart (Diplom 1990), an der er 1993 bei Franz Effenberger promoviert wurde. Die Dissertation war über Donor-Akzeptor substituierte Oligothiophene und ihre Verwendung in der molekularen Elektronik. Als Post-Doktorand und Feodor Lynen Stipendiat der Alexander-von-Humboldt-Stiftung war er am Massachusetts Institute of Technology bei Julius Rebek. Danach ging er 1995/96 zu BASF in Ludwigshafen in die Farbstoffforschung. Dort arbeitete er an Farbstoffen für Non Impact Printing, Elektrolumineszenz und nichtlineare Optik. 1997 ging er als Liebig-Stipendiat an die Universität Ulm und habilitierte sich bei Peter Bäuerle mit Arbeiten über organische Materialien für die Photonik und der supramolekularen Chemie von Farbstoffen. 2002 wurde er Professor für organische Chemie an der Universität Würzburg. Dort ist er Direktor des Center for Nanosystem Chemistry (CNC), das er 2010 gründete. Von 2007 bis 2009 war er Dekan der Fakultät für Chemie und Pharmazie.
2013 war er Gastprofessor an der Academia Sinica in Taiwan, 2010/11 Gastprofessor an der Chinesischen Akademie der Wissenschaften in Peking und 2010 Gastprofessor in Angers.

## Werk
Er befasst sich mit Synthese supramolekularer Polymere und Nanomaterialien basierend auf funktionalen Farbstoffen mit Anwendungen zum Beispiel in der Photovoltaik (Umwandlung Solarenergie in Strom) und der Entwicklung von Nanoreaktoren, in denen Farbstoffe Licht sammeln und die so gewonnene Energie dann photokatalytisch zur Spaltung von Wasser benutzen (Umwandlung von Solarenergie in chemische Energie). Dabei verfolgt er Vorbilder aus der Natur (Künstliche Photosynthese). Er nimmt in diesem Zusammenhang am bayerischen Forschungsnetzwerk Solar Technologies go hybrid teil und er erhielt dafür auch Förderung durch einen ERC Advanced Grant, nachdem 2016 ein erster Durchbruch gelang (oxidative Teilreaktion in einem Makrocyclus mit Ruthenium).
2018 gelang ihm in Zusammenarbeit mit den Physikern Jacek Stolarczyk und Jochen Feldmann von der Universität München die gleichzeitige Durchführung des Oxidations- und Reduktionsschritts bei der Wasserspaltung mit Hilfe von Photokatalyse auf Halbleiter-Nanokristallen. Im Halbleiter erzeugen Photonen Elektron-Loch-Paare. Ein wesentlicher Punkt war, die Oxidations- und Reduktionsstellen räumlich auf den Cadmiumsulfid-Halbleitern zu trennen. Die Reduktion von Wasser zu Wasserstoff erfolgt an der Spitze der Nanokristalle, wo Platinteilchen die Elektronen aufnehmen, und die Oxidation (Bildung von Sauerstoffmolekülen) an den Seiten des Nanokristalls, wo die von Würthner entwickelten Ruthenium-Katalysatoren mit speziellen Ankergruppen angebracht sind und die Löcher aus dem Halbleiter aufnehmen.
2009 entwickelte er Nanokapseln aus Perylenbismid-Farbstoffen, die bei Photovernetzung unter Einwirkung von Licht stabil in wässriger Lösung sind (für eine breite Spanne von pH-Werten). Der chinesische Gastwissenschaftler Xin Zhang füllte diese mit Bispyren-Farbstoff. Sie verändern ihre Gestalt je nach pH-Wert. Das Gesamtsystem sendet je nach pH-Wert unterschiedliches Fluoreszenzlicht aus, so dass es eine Nanosonde für den pH-Wert bildet.
Außerdem befasst er sich mit Photovoltaik, Flüssigkristallen, organischer Elektronik (organische Halbleiter und Transistoren) und funktionalen Nanosystemen für die Biomedizin und entwickelt entsprechende Nanomaterialien in diesen Bereichen. Er untersucht in diesem Zusammenhang Selbstaufbau und Selbstorganisation von Molekülen zu größeren Verbänden. Dabei geht er von Farbstoffen wie Merocyaninen, Chlorinen und Perylenbisimiden aus.

## Ehrungen und Mitgliedschaften
2019 erhielt er die Adolf-von-Baeyer-Denkmünze. Er ist im Vorstand des Bayerischen Polymer-Instituts (BPI). 2017 wurde er Mitglied der Bayerischen Akademie der Wissenschaften und 2016 wurde er Mitglied (Matrikel-Nr. 7685) der Leopoldina.
2018 erhielt er einen ERC Advanced Grant. Seit 2014 gehört er zu den hochzitierten Wissenschaftlern bei Thomson-Reuters. 2002 erhielt er den Arnold-Sommerfeld-Preis. 2016 wurde er Fellow der Royal Society of Chemistry. Er erhielt den Elsevier Lectureship Award der Japanese Photochemistry Association, den Elhuyar–Goldschmidt Award der königlich spanischen Gesellschaft für Chemie und den Ta-shue Chou Lectureship Award in Taiwan.

## Schriften (Auswahl)
Außer den in den Fußnoten zitierten Schriften:
- Perylene bisimide dyes as versatile building blocks for functional supramolecular architectures, Chemical Communications, 21. Juli 2004, S. 1564–1579
- mit Theo Kaiser, Chantu Saha-Möller: J-aggregates: from serendipitous discovery to supramolecular engineering of functional dye materials, Angewandte Chemie Int. Edition, Band 50, 2011, S. 3376–3410, PMID 21442690
- mit Arnona-Esteban, Lenze, Meerholz: Donor--Acceptor Dyes for Organic Photovoltaics, in: K. Leo (Hrsg.), Organic Photovoltaics, 2017, S. 193--214.
- mit Stefanie Herbst u. a.: Self-assembly of multi-stranded perylene dye J-aggregates in columnar liquid-crystalline phases, Nature Communications, Band 9, 2018, 2646–2654, Online
- mit Jakub Dostál, Franziska Fennel, Federico Koch, Stefanie Herbst, Tobias Frank: Direct observation of exciton–exciton interactions, Nature Communications, Band 9, 2018, S. 2466--2473.[8]